# Diaea sphaeroides
Diaea sphaeroides là một loài nhện trong họ Thomisidae.
Loài này thuộc chi Diaea. Diaea sphaeroides được Arthur T. Urquhart. miêu tả năm 1885.